# Daniel Mongeau
Daniel Mongeau est un homme politique français né le 24 avril 1942 à Paris 14e et mort le 26 novembre 2012 à Paris 12e,, membre du Parti communiste français, maire de Bagnolet, plus jeune élu conseiller général du département et vice-président du Conseil général de la Seine-Saint-Denis. Il est fortement impliqué dans la rénovation urbaine, le développement sportif et culturel de Bagnolet et son département.

## Biographie
Daniel Mongeau est marié, père de deux enfants. Enseignant de profession, il milite au sein du PCF, auquel il adhère dès l'école normale. Il s'installe à Bagnolet en 1961 et devient secrétaire de la cellule communiste dès 1965. 
Il devient en 1970 conseiller général du canton de Bagnolet, le plus jeune du département à l'âge de 27 ans, et garde son siège pendant 31 années, jusque 2011, et deviendra quelques années plus tard premier vice-président du Conseil général de la Seine-Saint-Denis chargé de l'aménagement du territoire et de la culture. Il crée les Rencontres chorégraphiques internationales de Seine-Saint-Denis pour mettre en valeur la danse contemporaine. Une autre élue communiste, Josiane Bernard, prend sa succession en 2001. 
De 1970 à 1986, il est maire-adjoint de Jacqueline Chonavel, maire depuis 1959, dans les secteurs de la jeunesse, du sport, du logement, de la culture, de l'information et des finances. 
En 1986, il est élu maire par le conseil municipal succédant à Jacqueline Chonavel. Au bout de 15 ans, en 2001, il se retire de la vie politique : « Mon soixantième anniversaire est proche (...) Il est temps de faire confiance à la nouvelle génération »,. Durant son mandat, il réalise plusieurs équipements structurants, dont un cinéma, une bibliothèque, puis une médiathèque.  
Il meurt le 26 novembre 2012, à l'âge de 70 ans, des suites d'une maladie « particulièrement agressive ». Il est inhumé au cimetière Raspail de Bagnolet.

## Contributions à l'urbanisme et à la culture
Lors de son mandat de maire, il inaugure des équipements comme la médiathèque, le cinéma, le collège Politzer, la Maison médicalisée pour personnes âgées, le parc départemental Jean Moulin-Les Guilands, le centre commercial Bel'Est et le commissariat de Bagnolet. On doit aussi à Daniel Mongeau le clos à pêches de la rue Charles-Graindorge.
Ce passionné de danse, théâtre et littérature favorise la connaissance culturelle dans son département et au-delà.
« Avant-gardiste dans le domaine culturel », il crée les Rencontres chorégraphiques internationales de Seine-Saint-Denis, axées sur la danse contemporaine et permettent à de grands chorégraphes comme  Mark Tompkins à Angelin Preljocaj de s'exprimer.
Il encourage la création à Bagnolet de l'Atelier Théâtre et Musique (ATM), fondé par le compositeur de musique contemporaine Georges Aperghis.
Il est président des Amis du musée de la Résistance nationale (AMRN) qui a initié le festival « La Résistance au Cinéma ».

## Mandats
- Maire de Bagnolet (1986-2001)
- Conseiller général de la Seine-Saint-Denis (1970-2001)

## Distinctions
- Chevalier de la Légion d'honneur (promotion 2001, « 38 ans de services civils et de fonctions électives »)[14],[15].
- Chevalier des Arts et des Lettres.

## Appréciations
Raymond Pronier, dans son livre Les Municipalités communistes, porte sur le maire-adjoint le regard suivant : 

« Un Daniel Mongeau, premier adjoint de Bagnolet, a su à la fois se couler dans le moule de l'appareil et se donner un visage d'ouverture. Lorsque les réflexes sectaires que bon an mal an il a acquis le trompent, il sait réagir avec intelligence. »

## Direction d'ouvrage
- Daniel Mongeau (dir.), La Coopérative des Malassis. Enjeux d’un collectif d’artistes, catalogue de l’exposition, 10 novembre - 4 décembre 1999, Bagnolet, Service municipal de la culture de Bagnolet, 1999, 40 p. (BNF 37179825)[17]